# 탬파 국제공항
탬파 국제공항(영어: Tampa International Airport)은 미국 플로리다주 탬파에 위치한 국제공항이다. 1952년까지는 드루 필드 시립 공항(Drew Field Municipal Airport)이라고 불렸었다.